# Искусство варьирования
Искусство варьирования (фр. L'art de varier), опус 57 ― набор вариаций для фортепиано, написанный композитором Антонином Рейхой. Произведение было сочинено в период с 1803 по 1804 год и впервые опубликовано в Лейпциге. Работа состоит из темы в тональности фа мажор и 57 вариаций, сильно отличающихся по сложности ― от очень простых до чрезвычайно виртуозных.
Композиция посвящена принцу Людвигу Фридриху Прусскому, одарённому музыканту и композитору, которому Людвиг ван Бетховен посвятил свой Третий фортепианный концерт. Тот факт, что Рейха посвятил свою работу этому принцу, немного удивителен, если учитывать, что за несколько лет до создания «Искусства варьирования», в 1801 году, композитор отклонил предложение стать капельмейстером и учителем Людвига Фридриха.
Известно, что Рейха был одним из учителей Ференца Листа, и, возможно, на формирование стиля последнего повлияли виртуозные разделы «Искусства варьирования». Последняя вариация произведения по характеру сходна с завершающей частью Второй сонаты Шопена.

## Критика
Музыкальный критик и композитор Джед Дистлер дал отзыв о вариациях и об их исполнении пианистом Мауро Масалой:
Вполне возможно, что «Искусство варьирования» <…> представляет собой самый амбициозный набор фортепианных вариаций, написанных между Гольдберг-вариациями Баха и вариациями на тему Диабелли Бетховена. Острый лиризм темы предвосхищает стиль Шумана, все последующие вариации разворачиваются в разнообразных контрапунктических фактурах. Композиционный план Рейхи имеет мало общего с масштабной архитектурой и фантастической драмой в духе позднего Бетховена. Вместо этого Рейха подходит к технике варьирования так же, как официант накрывает большой фуршет. Более того, Рейха даёт несколько выразительных инструкций и оставляет исполнителю свободу выбора темпа. В целом Мауро Масала выбирает темп, который хорошо подходят для воспроизведения общего настроения каждой вариации, хотя его rubato имеет тенденцию попадать в предсказуемые шаблоны и не даёт нам испытать ощущение общей картины от одной вариации к другой. <…> Будем надеяться, однако, что эта запись вызовет не только мой собственный интерес к шокирующе забытому, но при этом совершенно увлекательному произведению.